# Schoenocaulon caricifolium
Schoenocaulon caricifolium är en nysrotsväxtart som först beskrevs av Diederich Franz Leonhard von Schlechtendal, och fick sitt nu gällande namn av Asa Gray. Schoenocaulon caricifolium ingår i släktet Schoenocaulon och familjen nysrotsväxter. Inga underarter finns listade.